# Attur
Attur är en ort i Indien.   Den ligger i distriktet Salem och delstaten Tamil Nadu, i den södra delen av landet, 1 900 km söder om huvudstaden New Delhi. Attur ligger 219 meter över havet och antalet invånare är 58 702.
Terrängen runt Attur är varierad. Runt Attur är det tätbefolkat, med 308 invånare per kvadratkilometer. Attur är det största samhället i trakten. Omgivningarna runt Attur är en mosaik av jordbruksmark och naturlig växtlighet.